# Siegerpark

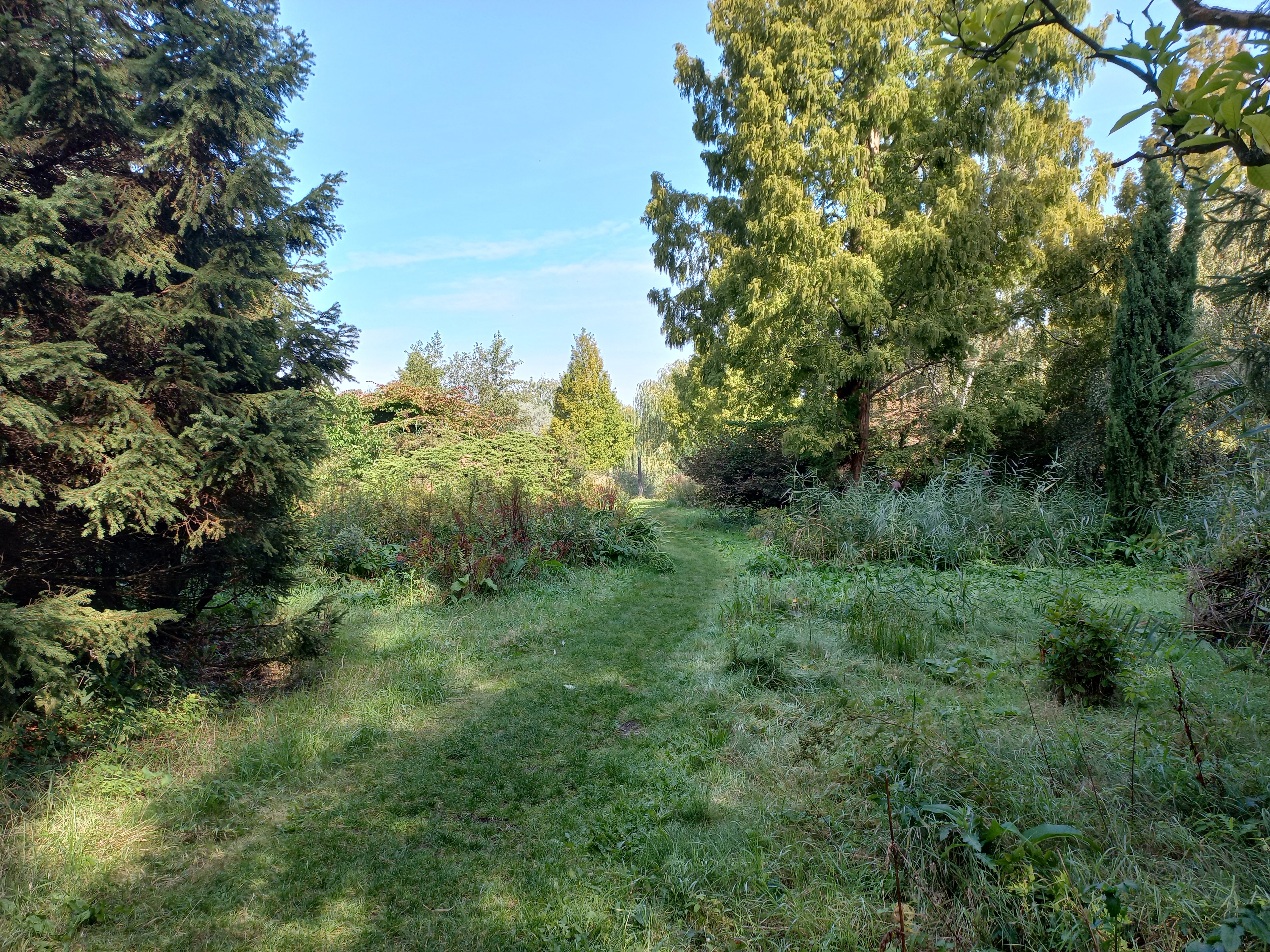
Siegerpark in 2022

Het Siegerpark is een klein stadspark aan de Sloterweg in de Riekerpolder in Amsterdam-Nieuw-West. De naam is niet vastgelegd in de Basisregistratie Adressen en Gebouwen. 

## Begin
Het park werd aangelegd omdat een imkerpark aan de Zuidelijke Wandelweg en later Rozenoord (nabij Kwekerij Rozenoord) bij de Amstel op bevel van de rechter verlaten moest worden. De Vereniging tot Bevordering der Bijenteelt in Nederland was onthand maar wist een nieuw stuk grond aan de Sloterweg te bemachtigen. Wilhelm Sieger, directeur van de Amsterdamse Chininefabriek (ACF) en lid van de Amsterdamse Vereniging tot Bevordering van de Bijenteelt (AVVB) en erelid van de Nederlandse Vereniging bekostigde de aanschaf van de gronden en inrichting van het park, dat toen nog bekend stond onder Bijenpark. (Het zou later zijn naam gaan dragen). Het park werd slechts ten dele vrijgemaakt voor het houden van bijen, er kwamen namelijk ook "gewone" tuinhuisjes.  
In november 1936 begon de vereniging met de inrichting van een park van 6,5 hectare onder leiding van tuinarchitect Jan Bosma. Voor de inrichting moesten weilanden met het typische slotenpatroon verdwijnen. Er kwamen paden en gebouwtjes waaronder een bijenteeltmuseum en een imkerwerkplaats. Het was gelegen tussen de Sloterweg en de Haagse Weg, die toen een afsplitsing was van die Sloterweg; het park eindigde dan ook met een punt in het zuiden. Opening vond plaats op Hemelvaartsdag 1937. Siegers vrouw, Anna Laura Doris de Greeff opende het terrein met een siertuin, bijentuin, proeftuin en speeltuin. De proeftuin nam ongeveer de helft in beslag van het complex. De flora werd speciaal geselecteerd op winst voor de bijen, zoals meer dan vijftig soorten wilgen. Bosma, zelf hobby-imker, liet een park na in de Engelse landschapsstijl, met veel exotische bomen. Ook typische ruinbruggetjes maakten onderdeel uit van het ontwerp.  In 1941 constateerde het weekblad Panorama dat de plek een “veilige” was, want de stad Amsterdam zou deze plek nooit bereiken.  Ook in 1952 lag het er nog bij als in tweeën gedeeld; een dicht aangeplant gedeelte (west) en een meer parkachtige omgeving (oost).
 Het westelijk deel van de grond werd toen het ("oude") Bijenpark. Tot in de jaren vijftig stond het lap grond als park aangeduid op plattegronden van Amsterdam, maar dan vooral in een onbebouwde omgeving op de lintbebouwing langs de Sloterweg na. Het Parool constateerde in 1953 dat het zowel dichtbij en ver van de stad gelegen was en wees op de rust. Tevens vermeldde het blad dat Wilhelm Sieger zelf aan de noordrand woonde. 

## Verkleining en verder
De grond werd in 1950 door de familie Sieger voor de taxatiewaarde aan de Gemeente Amsterdam verkocht, op voorwaarde dat het terrein altijd de functie van park zou behouden. Door aanleg van een te vernieuwen rijksweg 4 (Haagse weg) ging in de jaren zestig aan de zuidzijde een flink stuk van het park verloren. Van de oorspronkelijk oppervlakte bleef ongeveer drie en een halve hectare over. Circa dertig jaar lang is (een deel van) het terrein in gebruik geweest bij de Universiteit van Amsterdam. De Hortus Botanicus Amsterdam gebruikte het als proeftuin en voor het kwekerij van bomen. Ook het Civiel-Cultuurtechnisch Bedrijf (CCB) maakte gebruik van het park.
In 1990 werd het park overgedragen aan het nieuwgevormde stadsdeel Slotervaart/Overtoomse Veld. In die jaren negentig werd het park in oude staat hersteld, en sinds 1996 is het voor publiek opengesteld. Het wordt sindsdien ecologisch beheerd en er zijn plas-dras-oevers. Door verschraling van het land wordt een grotere biodiversiteit gecreëerd.
In de jaren nul werd ten noorden een kantoorpark (Rieker Business Park) aangelegd met daarin onder andere Westgate II; Amsterdam was eindelijk zo ver gekomen. Het Siegerpark was van 2011 tot en met 2014 een aantal keren het decor voor de jeugdserie SpangaS.

## Beeldentuin
In 1998 kwam een zestal beelden over uit het depot van het Stedelijk Museum Amsterdam. Een aantal beelden kon daar niet gehandhaafd worden vanwege de voorgenomen uitbreiding. De beheerder van het park moest aan directeur Rudi Fuchs beloven als een “goed huisvader’ voor de beelden te zorgen. De volgende beelden vonden er onderdak: 
- Jan Bronner: Keesje, het diakenhuismannetje
- Shamaï Haber: Compositie voor een tuin
- Bryan Hunt: First falls
- Hildo Krop: Twee kinderen
- Étienne Martin: Demeure 4 (Lanleff) en
- André Volten: Constructie in DIN 20

Overigens leerde nader onderzoek dat Sieger liefhebber was van beeldende kunst. Hij schonk in 1927 een oud-Javaans beeld aan het Tropenmuseum, dat hem weer beloonde met een onderscheiding. 

## Bruggen 2451-2453
In het park liggen vanaf de aanleg drie bruggen. Het waren in eerste instantie bruggetjes met leuningen in tak-motief. Bij een van de renovaties gingen die bruggen verloren en werden vervangen door vlonderbruggen (zonder leuningen). In de periode na 2000 kreeg het park er een nieuwe entree bij. Vanuit de Joseph Schumpeterstraat landde een nieuwe brug in het park; de brug is eigendom van PricewaterhouseCoopers. Voorts ligt aan de westzijde van het park een kantelbruggetje. Aan de zuidzijde van het park ligt ook een middels kabels handbediende voetveer.

## Afbeeldingen

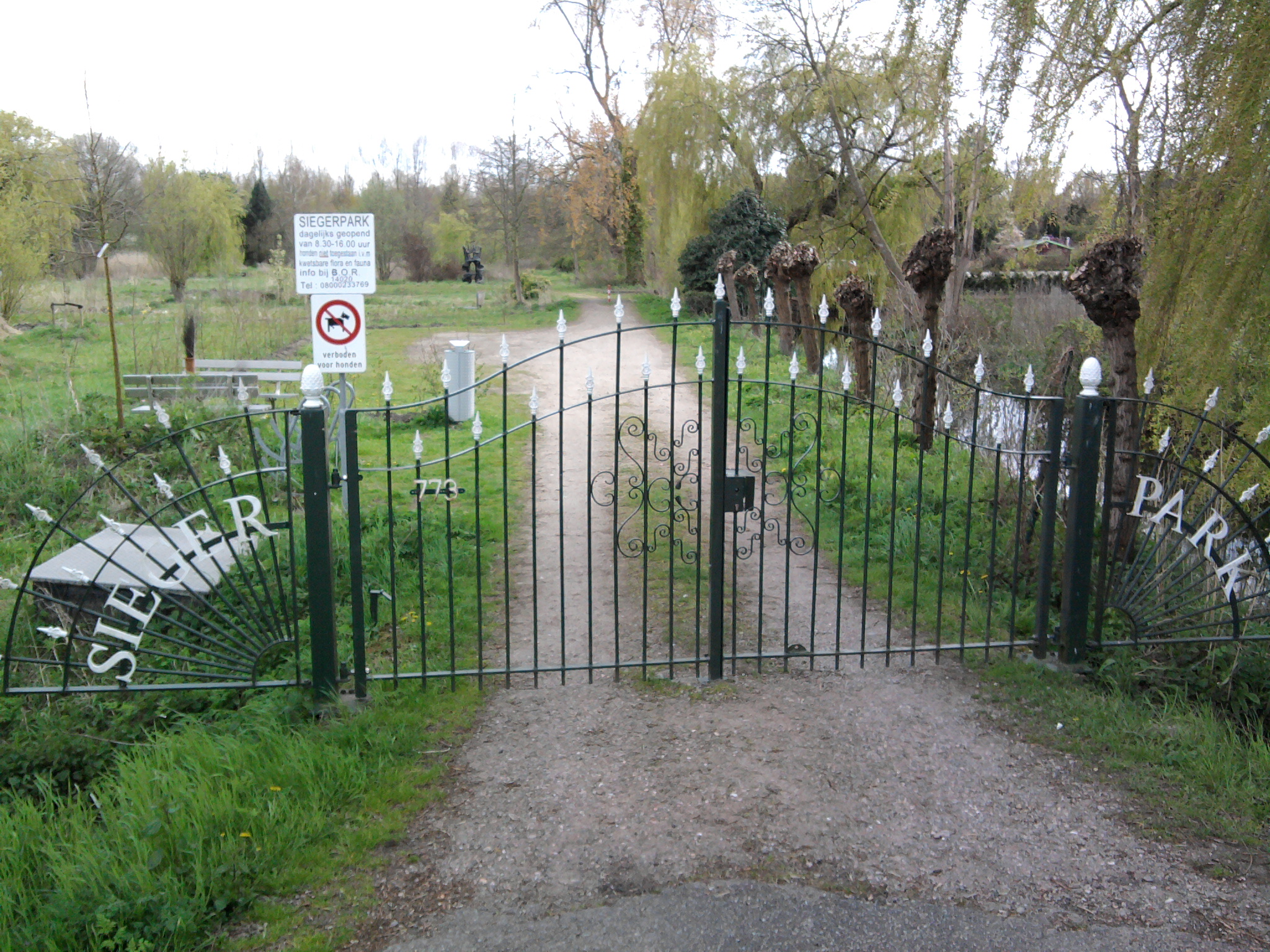
Toegang Sloterweg (april 2012)
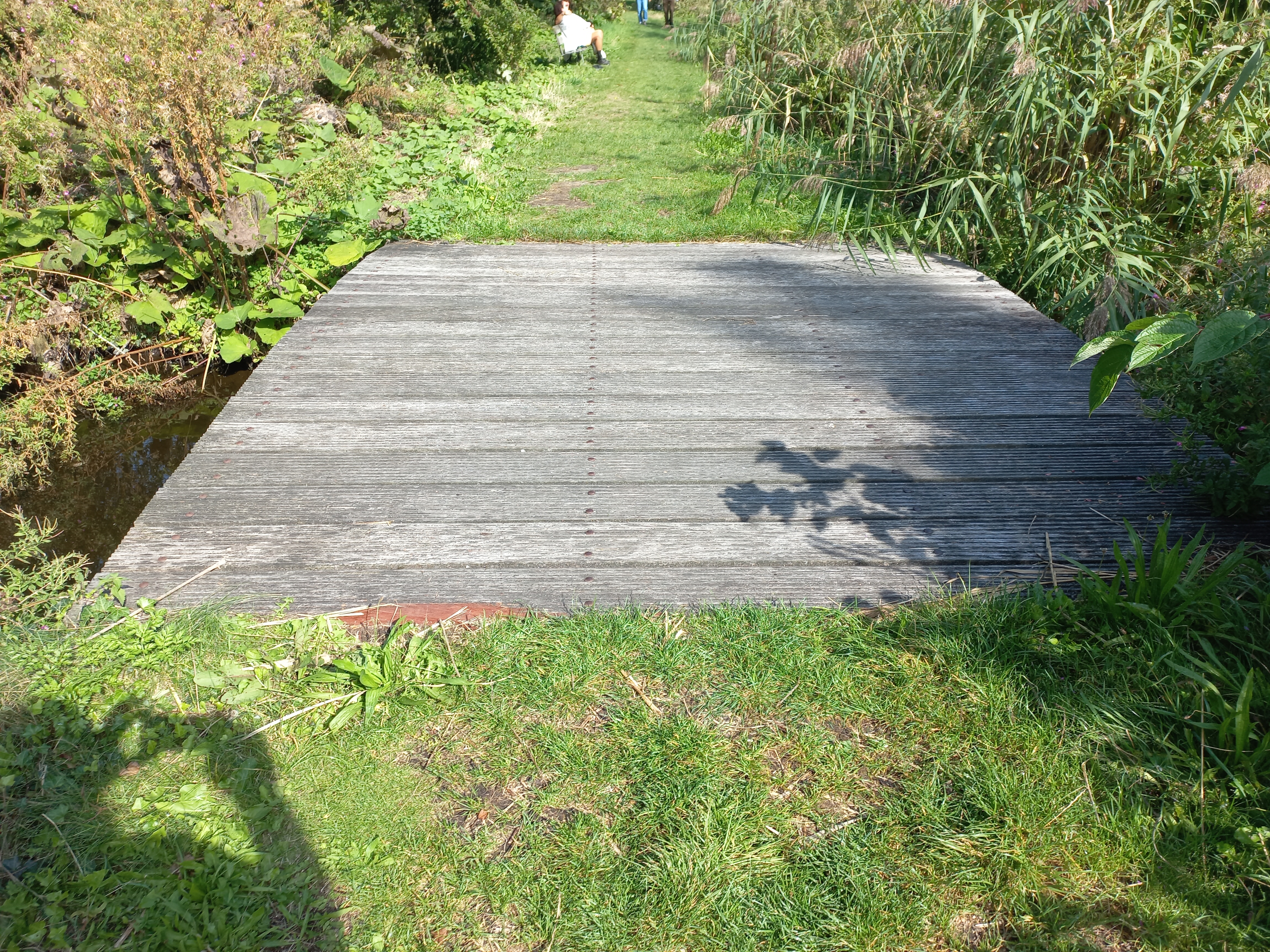
Brug 2452 september 2022)
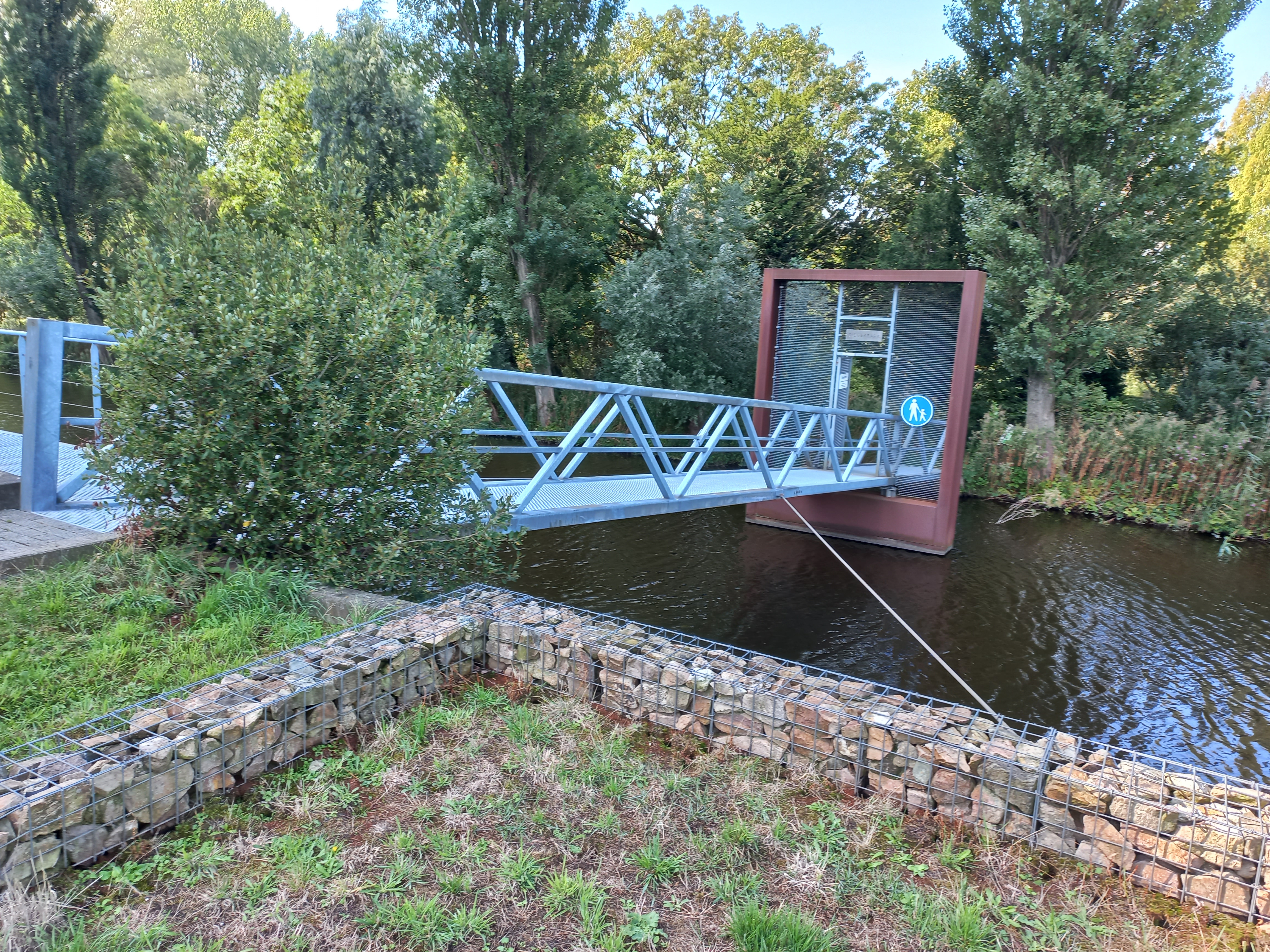
Entree Joseph Schumpeterstraat (september 2022)
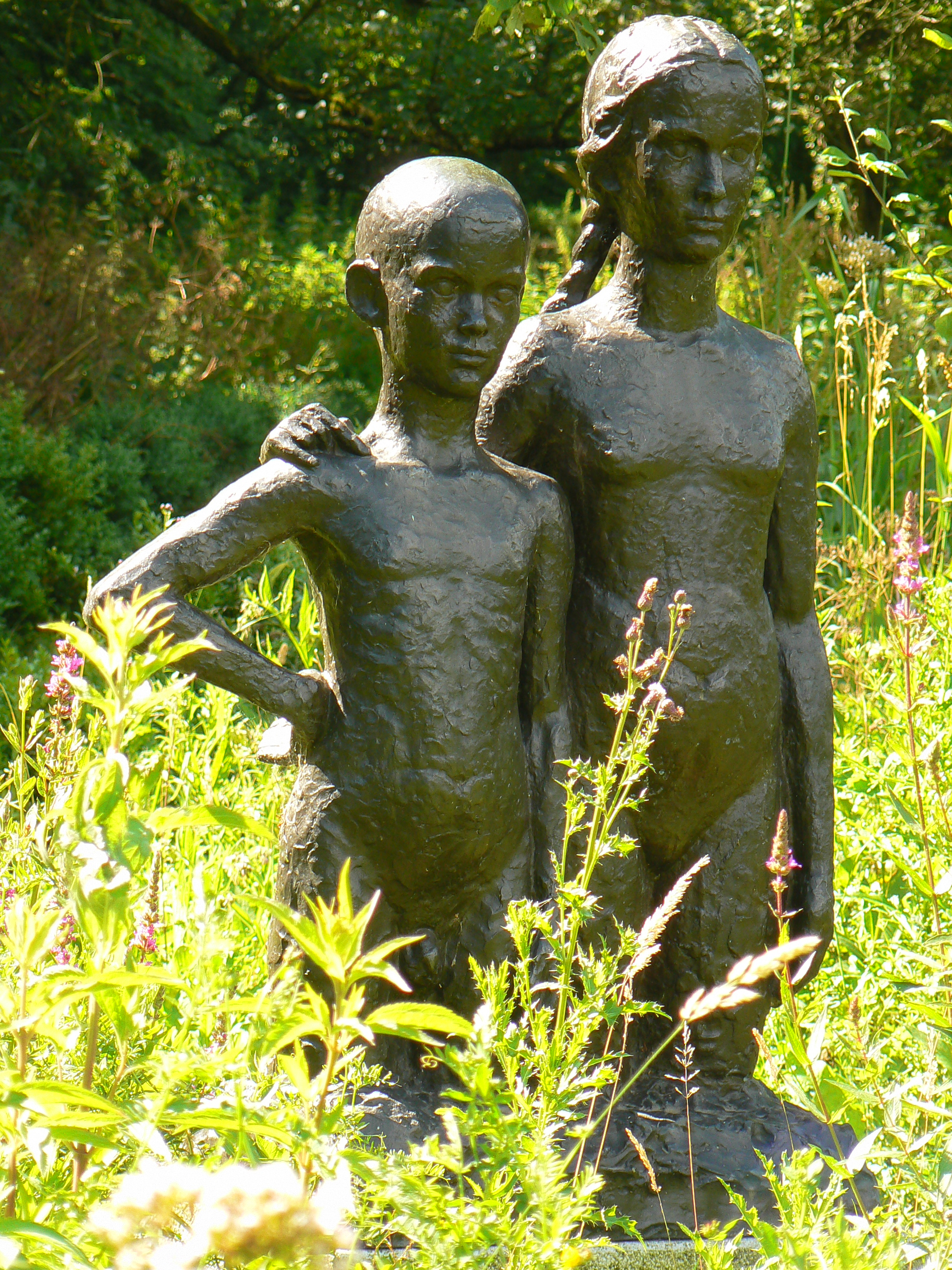
Twee kinderen van Hildo Krop (juli 2011)

2400 · 2401 · 2402 · 2403 · 2404 · 2405 · 2406 · 2407 · 2408 · 2409 ·  2410 · 2411 · 2412 · 2413 · 2414 · 2415 · 2421 · 2422 · 2423 · 2424 · 2425 · 2426 · 2427 · 2428 · 2429 · 2430 · 2431 · 2432 · 2433 · 2434 · 2435 · 2436 · 2437 · 2438 · 2439 · 2441 · 2451-2453 · 2454 · 2455 · 2456 · 2457 · 2459 · 2461 · 2462 · 2468 · 2469 · 2470 · 2471 · 2472 · 2473 · 2474 · 2475 · 2476 · 2477 · 2478 · 2480 · 2481 · 2482 · 2483 · 2484 · 2485 · 2486 · 2487 · 2488 · 2489 · 2490 · 2491 · 2492 · 2493 · 2494-2499
Brugnummers 2416, 2417, 2418, 2419, 2420, 2441, 2442, 2443, 2444,  2445, 2446, 2447, 2448, 2449, 2450, 2458, 2460, 2463, 2464, 2465, 2466, 2467, 2479 zijn niet vergeven.